# کاندالیتسا
کاندالیتسا (به صربی: Kandalica) یک منطقهٔ مسکونی در صربستان است که در Knjaževac واقع شده‌است. کاندالیتسا ۵۲ نفر جمعیت دارد.